# Martin Baturina
Martin Baturina (ur. 16 lutego 2003 w Splicie) – chorwacki piłkarz, grający na pozycji pomocnika we włoskim klubie Como 1907 oraz w reprezentacji Chorwacji. Uczestnik Mistrzostw Europy 2024.

## Kariera klubowa

### Dinamo Zagrzeb
14 lutego 2021 roku zadebiutował w drugiej drużynie Dinama, podczas przegranego 0-1 meczu z Bijelo Brdo. Debiut w pierwszej drużynie przypadł na 16 maja 2021 r. Jego drużyna pokonała wtedy HNK Gorica 3-0. 30 września zaliczył pierwszy występ w europejskich pucharach, w meczu Ligi Europy przeciwko KRC Genk. 15 lipca 2023 r. strzelił jedyną bramkę w finale superpucharu Chorwacji.

## Statystyki kariery

### Klubowe
(aktualne na dzień 7 września 2023)
| Klub               | Sezon              | Liga               | Liga  | Liga   | Puchar kraju | Puchar kraju | Europa | Europa | Inne  | Inne   | Suma  | Suma   |
| Klub               | Sezon              | Liga               | Mecze | Bramki | Mecze        | Bramki       | Mecze  | Bramki | Mecze | Bramki | Mecze | Bramki |
| ------------------ | ------------------ | ------------------ | ----- | ------ | ------------ | ------------ | ------ | ------ | ----- | ------ | ----- | ------ |
| Dinamo Zagrzeb II  | 2020/21            | Druga HNL          | 8     | 0      | —            | —            | —      | —      | —     | —      | 8     | 0      |
| Dinamo Zagrzeb II  | 2021/22            | Druga HNL          | 7     | 1      | —            | —            | —      | —      | —     | —      | 7     | 1      |
| Dinamo Zagrzeb II  | Łącznie            | Łącznie            | 15    | 1      | 0            | 0            | 0      | 0      | 0     | 0      | 15    | 1      |
| Dinamo Zagrzeb     | 2020/21            | Prva HNL           | 2     | 0      | 0            | 0            | 0      | 0      | —     | —      | 2     | 0      |
| Dinamo Zagrzeb     | 2021/22            | Prva HNL           | 13    | 2      | 2            | 0            | 3      | 0      | —     | —      | 15    | 2      |
| Dinamo Zagrzeb     | 2022/23            | Prva HNL           | 34    | 6      | 3            | 0            | 11     | 0      | 1     | 0      | 38    | 6      |
| Dinamo Zagrzeb     | 2023/24            | Prva HNL           | 5     | 0      | 0            | 0            | 5      | 1      | 1     | 1      | 0     | 0      |
| Dinamo Zagrzeb     | Łącznie            | Łącznie            | 54    | 8      | 5            | 0            | 19     | 1      | 2     | 1      | 80    | 10     |
| Łącznie w karierze | Łącznie w karierze | Łącznie w karierze | 69    | 9      | 5            | 0            | 19     | 1      | 2     | 1      | 95    | 11     |

## Sukcesy

### Dinamo Zagrzeb
- Prva HNL (2): 2021/22, 2022/23
- Superpuchar Chorwacji (2): 2022, 2023

### Indywidualne
- najlepszy zawodnik ligi chorwackiej wg. Football Oscar(1): 2023
- drużyna roku wg. Football Oscar(1): 2023